# Röda havet

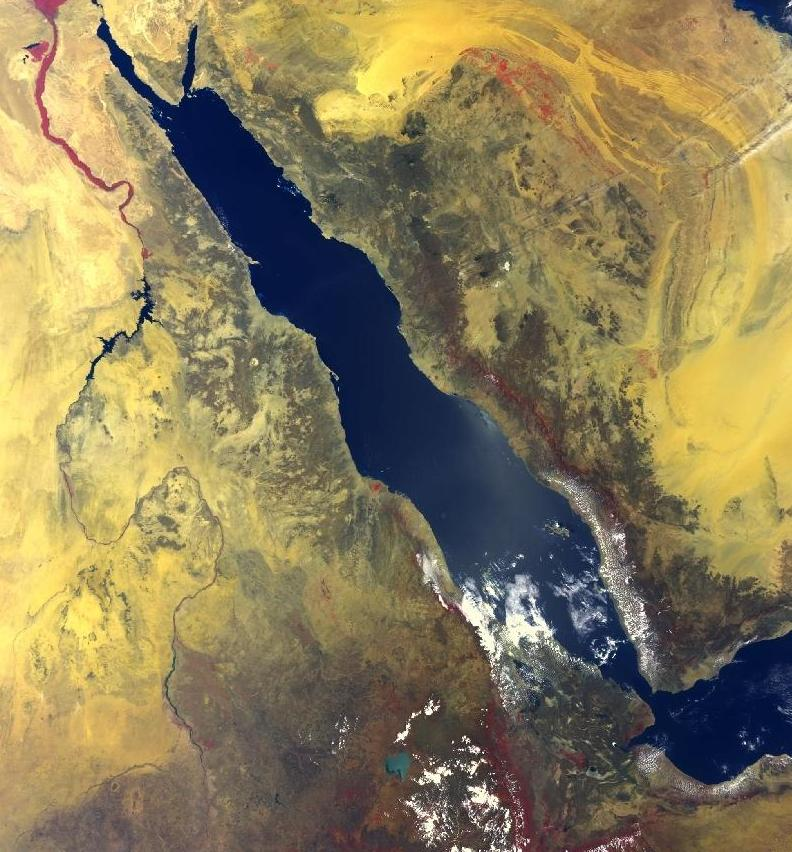
Satellitbild av Röda havet.

Röda havet  är ett medelhav, en havsarm till Indiska oceanen som avskiljer Afrika från Arabiska halvön i Asien. Röda havet är omkring 1 900 km långt (2 200 km inklusive Suezviken) och som bredast 310 km. Det upptar en yta på 450 000 km². Medeldjupet är 500 m med ett största djup på 2 635 m.
Havet angränsar i Nordafrika till Egypten, Sudan, Eritrea och Djibouti, på Arabiska halvön till Saudiarabien och Jemen samt längst in i Aqabaviken, till Israel och Jordanien. I norr har havet väster om Sinaihalvön förbindelse med Medelhavet genom Suezkanalen och i söder leder sundet Bab al-Mandab ut i Adenviken i Indiska oceanen.
Havet är jordens nordligaste tropiska hav. Dess korallrev rymmer en stor artrikedom, bland annat fler än 1 000 evertebrater och 200 mjuka och hårda koralldjur. Geologiskt hör Röda havet till Östafrikanska riftsystemets nordliga avslutning.

## Namnet
Röda havets vatten är inte rött men namnet kan syfta på de säsongsvis återkommande algblomningarna då mattor av rödbrun klorofyll från cyanobakterier, Trichodesmium erythraeum, täcker havsytan. Namnet kan också syfta på de mineralrika bergen i närheten som på hebreiska heter הרי אדום (harei edom, "röd karaktär"). "Edom" syftar i Bibeln också på Jakobs broder Esau, som beskrivs som röd i ansiktet, och det folk, edomiterna, som härstammade från honom. Det har också spekulerats i att namnet skulle vara en felöversättning av hebreiskans Yâm-Sûph, "vasshavet" (se: vass), ett namn genom vilket havet även kallas för "Sävhavet" i avsnittet om uttåget ur Egypten i Andra Moseboken.
Akemeniderna, en persisk dynasti, betraktade Röda havet som "det södra havet", liksom Svarta havet uppfattades som "det norra havet". I många asiatiska kulturer har man av tradition låtit kardinalriktningarna symboliseras av färger och söder symboliserades av rött, vilket erbjuder ytterligare en förklaring till namnet.

## Historia

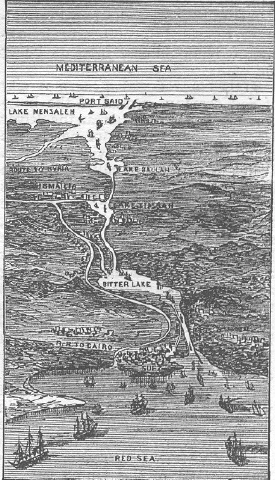
En illustration av Suezkanalen från 1881.

Egyptierna var de första som började utforska Röda havet. I Bibeln beskrivs i avsnittet om uttåget ur Egypten hur Moses ledde israeliterna bort från den egyptiska fångenskapen genom att Gud lät havet öppna sig. Den grekiske sjöfararen Hippalus öppnade havet för den omfattande internationella handel som sedan dess knutit ihop Medelhavet med Asien. Européer visade inte Röda havet något större intresse innan 1400-talet. 1798 fick den franske generalen Napoleon Bonaparte i uppdrag att invadera Egypten för att ge Frankrike kontrollen över Röda havet. Invasionen misslyckades men under ledning av den franske diplomaten Ferdinand de Lesseps kunde fransmännen ändå inviga Suezkanalen 1869, en händelse som starkt ökade Röda havets betydelse för den internationella sjötrafiken.
Efter andra världskriget fick Röda havet stor betydelse för handeln med olja mellan, å ena sidan, Persiska viken och, å andra sidan, Europa och USA. Under det kalla kriget kolliderade amerikanska och sovjetiska intressen i området. Egyptens nationalisering av kanalen 1956 orsakade Suezkrisen genom vilken den europeiska hegemonin i regionen övergick till USA. Sexdagarskriget 1967 ledde till att kanalen hölls stängd fram till 1975. Trots omfattande militär närvaro i regionen har Suezkanalens kommersiella betydelse sedan dess förblivit begränsad, även om regionen kring Röda havet fortfarande tillskrivs stor strategisk betydelse.